# الجبل (فلم)
الجبل (بالإنجليزية: The Mountain) هو فيلم درامي مصري من إنتاج عام 1965 من إخراج خليل شوقي وقد ساعده في ذلك صبحي عبد العزيز. ألّف فتحي غانم القصة والحوار بينما كتب خليل شوقي السيناريو. تم إصدار الفيلم البالغ مُدته 105 دقيقة في 24 مارس، 1965. الفيلم من بطولة صلاح قابيل وسميرة أحمد.

## قصة الفيلم
يحاول المهندس الشاب حسين (صلاح قابيل) إقناع أهل بلدته من سكان الجبل ببناء مساكن لهم بدلا من حياتهم داخل مغارات الجبال وتعرضهم للخطر الدائم تحاول مسعدة (سميرة أحمد) مساعدته في ذلك، إلا أن العمدة (عبد الوارث عسر) يحاربه ومن خلفه الأهالي مؤيدين له رافضين التخلي عن تقاليدهم ويشجعهم في ذلك تجار الآثار.

## طاقم التمثيل
- صلاح قابيل بِدور «حسين».
- سميرة أحمد بدور «مسعدة».
- ماجدة الخطيب بدور «مريم».
- وجيه عزت.
- ليلى فوزي.
- سعيد خليل.
- عبد الوارث عسر.
- طوسون معتمد.
- عمر الحريري بدور «المهندس فهمي».
- جميل عز الدين.
- زوزو ماضي.
- زينات صدقي.
- الضيف أحمد.
- عبد العليم خطاب.

## روابط خارجية
- مقالات تستعمل روابط فنية بلا صلة مع ويكي بيانات